# Apamea vultuosa
Apamea vultuosa là một loài bướm đêm thuộc họ Noctuidae. Loài này có ở khắp miền nam Canada và miền bắc Hoa Kỳ, miền nam Hoa Kỳ về phía tây đến Oregon và Colorado, và về phía đông đến Florida.
Con trưởng thành bay từ tháng 6 đến tháng 7 tùy theo địa điểm.
Ấu trùng ăn các loài Poaceae.

## Phụ loài
- Apamea vultuosa vultuosa (Grote, 1875)
- Apamea vultuosa multicolor (Dyar, 1904)